# Shin Megami Tensei: Devil Summoner: Raidou Kuzunoha vs. The Soulless Army
A Shin Megami Tensei: Devil Summoner: Raidou Kuzunoha vs. The Soulless Army (デビルサマナー 葛葉ライドウ対超力兵団; Hepburn: Debiru Samanā: Kuzunoha Raidō tai Chōriki Heidan; magyaros átírással Debiru Szamaná: Kuhonoha Raidó tai Csóriki Heidan) egy japán akció RPG játék, amit az Atlus adott ki 2006-ban PlayStation 2-re. Eltér az előző Devil Summoner játékoktól (és a többi MegaTen játéktól is) abban, hogy itt nem körökre van osztva a harc, a főhősnek van neve és, hogy a múltban játszódik. A megszokott mitológiai szereplőkön kívül benne van az „Őrült Pap” Rasputin is. A kritikusoktól és a játékosoktól is elfogadható kritikákat kapott.
2008. július 30-án az Atlus bejelentette, hogy készíti a játék folytatását. Ezt a játékot Japánban 2008. október 23-án adták ki, Európában pedig 2007. április 27-én.

## Történet
A Narumi Nyomozó Irodát felhívja valaki, akinek segítségre van szüksége. Shohei és Raidō Kuzunoha elmegy hozzá. Kaya Daidōji néven mutatkozik be és azt kéri, hogy öljék meg. Mielőtt megkérdezhetnék, hogy miért, elrabolják Kayát.
Raidōék elindulnak megmenteni Kayát a „Vörös Sapkás Démontól”.

## Játékmenet
Ellentétben az előző Megami tenszei játékokkal, ebben nem körökre vannak osztva a harcok, hanem valós idejűek. A főszereplő tud támadni a kardjával és a pisztolyával is, de démonokat is meg tud idézni.
Mint a többi Megami Tensei játékban, ebben is lehet démonokat kombinálni, de a kardot is lehet démonokkal kombinálni.

### New Game Plus
A New Game Plus (játék átvitele után nyílik meg) újdonságai:
- Lehet nehezebb nehézséget is választani.
- A játékos szintje akkora lesz amekkorával az előző játékot befejezte.
- Kifogyhatatlan lőszer (csak sima golyók, a speciálisak nem).
- Egy új mellékküldetés.

## Szereplők
- XIV Raidō Kuzunoha: (Kor: 1?) A Yumizuki Középiskola tanulója aki démon idézővé válik. Kis csövecskékbe tudja zárni a démonokat. Ezeket a csövecskéket kudáknak nevezik. A többi Shin Megami Tensei játékhoz hasonlóan ő sem szólal meg sokszor a játékban. Toumon Boogey novellájában a Devil Summoner: Kuzunoha Raidō tai Shibito Ekishi-ben Jōhei (錠平?) a neve.
- Gōto: (Kor: ?) Egy fekete színű zöld macska aki Raidō partnere. Már a második Raidō óta a családjában dolgozik. Később kiderül, hogy ő az első Raidō Kuzunoha aki lelkét egy macskába zárta.
- Shōhei Narumi: (Kor: 32) A Narumi Nyomozóiroda tulajdonosa és Raidō főnöke. Lusta, minden munkát Raidōra hagy. Kapcsolatai vannak a japán hadseregben. A játék japán verziójában a teljes neve nem derül ki.
- Tae Asakura: (Kor: 22) A „Capital Daily” (Tokiót csak Fővárosként nevezik a játékban.) újságírója. Tae be akarja bizonyítani, hogy a nők is tudnak fontos munkákat végezni. Az újságba Kichō néven ír cikkeket. Narumit és Raidōt felfogadja, hogy vizsgálják ki a különleges eseményeket amik a Fővárosban történnek.
- Victor: (Kor: ?) A Gōma-Den titkos labor kutatója. Nála lehet a démonokat kombinálni.
- Kaya Daidōji: (Kor: 15) Az Ōran Középiskola tanulója. Miután elrabolják azután kezdődnek a Fővárosban a különös esetek. A játék elején a „Vörös Őr” elrabolja.
- Rasputin: (Kor: ?) Az „Őrült Pap” akit 1916-ban megöltek Oroszországban. Rasputin valahogy visszatért az élők közé. Nem lehet tudni miért tesz keresztbe Raidōknak. Raidōhoz képest gyengébben bánik a démonokkal. A fegyverei matrjoska babák.

## Zene
A játék zenéjét Shoji Meguro komponálta. A kétlemezes OST-t a Jive adta ki 2006. április 7-én. Ezeken a lemezeken azonban nem található meg a játék összes zenéje.
A játék japán verziójához csomagoltak egy zene CD-t, amin megtalálhatóak ezek a számok.

## Kritikák
| Publikáció                         | Pont         |              |
| ---------------------------------- | ------------ | ------------ |
| RPG Fan                            | 85           |              |
| 1UP                                | B+           |              |
| GameSpot                           | 7.3          |              |
| Official U.S. Playstation Magazine | 75           |              |
| Átfogó cikket közlő weboldal       | Összpontszám | Összpontszám |
| Metacritic                         | 74           |              |
| GameRankings                       | 75,27%       |              |

A Shin Megami Tensei: Devil Summoner 2: Raidou Kuzunoha vs. The Soulless Army átlagosan jó kritikát kapott, a Metacritic 74, a GameRankingson 74,95%-ot ért el.

## Külső hivatkozások
- Hivatalos japán weboldal
- Hivatalos angol weboldal